# Alexander Jardine
Alexander Jardine (1736 - 1799) fue un militar, viajero, escritor e hispanista inglés.

## Biografía
Entró en el cuerpo de artilleros en marzo de 1755 y era cadete de la Royal Artillery Barracks, Woolwich,  en junio de 1757. Salió de la academia en 1758 con el rango de lieutenant fireworker y quedó incorporado al servicio activo al estar Gran Bretaña en la Guerra de los Siete Años (1756-1763) como aliada de Prusia. 
Participó en los ataques contra la costa francesa (Rochefort, Lorient...) e incluso en el fallido desembarco en Saint Cast, al norte de Bretaña, siendo después enviado a las campañas de las Indias Orientales, donde Gran Bretaña consiguió importantes éxitos.
Cuando subió al trono Carlos III Jardine fue enviado para defender Gibraltar y permaneció en el peñón después de la firma de la Paz de París, (1763). Desde esa época su vida permaneció vinculada a España, convirtiéndose en un especialista en cuestiones españolas, en particular la defensa estratégica del Peñón. 
Durante su estancia en Gibraltar visitó otros países de la ribera del Mediterráneo y planificó y dirigió la guarnición del Peñón. Contrajo matrimonio con una inglesa natural de Gibraltar, Juana Jardine, y llegó a dominar la lengua española.  En 1771 fue enviado por el gobernador de Gibraltar, el general Cornwallis, a la Corte de Marruecos para averiguar cuál era la disposición de este reino hacia Gran Bretaña y su posición en caso de guerra; sus informes fueron tranquilizadores. 
En 1776 viajó a España en misión secreta y renunció a su condición militar para evitar sospechas; en 1777 recibió nuevas órdenes, que le indicaban viajara por todo el país haciéndose pasar "por un oficial retirado acompañado de toda su familia" para conseguir realizar mejor su labor de espionaje, y durante varios años recorrió la Península enviando informes a la Secretaría de Estado. Recorrió unas siete mil millas. En 1780 estaba ya de vuelta en Gran Bretaña, pero tuvo problemas relacionados con el cobro de los gastos que le había causado su misión.
Fue readmitido al servicio activo y sirvió en América, donde perdió el brazo izquierdo en 1779. Escribió entonces sus Letters from Barbarie, France, Spain, Portugal.... Es una de las obras más profundas y completas del periodo sobre la España de la segunda mitad del XVIII.
Jardine regaló su libro a Gaspar Melchor de Jovellanos, (1744 - 1811), cuando ambos se conocieron en Gijón años después, y Jovellanos hizo una valoración muy positiva de la obra, a pesar de que los juicios que ella contiene son no poco críticos. En sus últimos años actuó como cónsul británico en La Coruña,  y estrechó una especial amistad con Jovellanos. 
Ese periodo fue especialmente estudiado por E. Hellman en "Jovellanos y Goya", Madrid, 1970. Al estallar la guerra en 1799, tuvo que marchar a Portugal, donde le sorprendió la muerte.